# Charles Ingram
Charles William Ingram (ur. 6 sierpnia 1963) – były major armii brytyjskiej, który zyskał sławę dzięki występowi w telewizyjnym teleturnieju ITV Milionerzy (Who Wants to Be a Millionaire?). We wrześniu 2001 roku Ingram odpowiedział poprawnie na piętnaście pytań i wygrał maksymalną nagrodę w wysokości 1 miliona funtów, stając się trzecim uczestnikiem, któremu udało się tego dokonać. Z powodu podejrzenia o oszustwo, odmówiono mu wypłaty.
Na podstawie zgromadzonych dowodów Ingram, jego żona i wspólnik Tecwen Whittock zostali oskarżeni o oszustwo. Zarówno Ingramowie, jak i Whittock otrzymali wyroki więzienia w zawieszeniu na dwa lata - Ingramowie zostali skazani na osiemnaście miesięcy; Whittock został skazany na dwanaście miesięcy, a każdy z nich ukarany grzywną w wysokości 15 000 funtów i zapłatą 10 000 funtów na pokrycie kosztów postępowania. Dodatkowo sędzia nakazał Ingramom pokrycie dodatkowych kosztów obrony, co zmusiło ich do zwrotu łącznie 115 000 funtów.

## Serial
13 kwietnia 2020 roku na brytyjskim kanale ITV odbyła się premiera trzyodcinkowego miniserialu opartego na oszustwie dokonanym przez Ingrama. Serial zebrał pozytywne recenzje – średnia ocen na agregatorze Rotten Tomatoes wynosi 96%